# Del Shofner
Delbert Martin Shofner (* 11. Dezember 1934 in Center, Texas; † 11. März 2020 in Los Angeles, Kalifornien) war ein US-amerikanischer American-Football-Spieler. Er spielte als Wide Receiver in der National Football League (NFL) bei den Los Angeles Rams und den New York Giants.

## Spielerlaufbahn
Shofner besuchte in seinem Geburtsort die High School und studierte dann an der Baylor University, für deren Collegefootballmannschaft, die Baylor Bears, er auch American Football spielte. Am College lief er überwiegend auf der Position eines Halfback auf. 1957 zogen die Bears in den Sugar Bowl ein und konnten dort die University of Tennessee mit 13:7 schlagen. In diesem Spiel bereitete er mit einem Lauf über 54 Yards einen Touchdown seiner Mannschaft vor. Shofner wurde aufgrund seiner Leistungen zum Most Valuable Player des Spiels ernannt.
1957 wurde der großgewachsene Shofner in der NFL Draft durch die Los Angeles Rams in der ersten Runde an 11. Stelle gezogen. Seine Laufbahn begann zunächst zögerlich. Im ersten Spieljahr erhielt er nur wenig Einsatzzeit und kam lediglich als Punter zum Einsatz. Erst im zweiten Jahr wurde er durch Head Coach Sid Gillman auch als Wide Receiver zum Einsatz gebracht und konnte acht Touchdowns und 1097 Yards Raumgewinn erzielen, was die Ligabestleistung in diesem Jahr darstellte. 1961 wechselte Shofner zu den New York Giants. Von Quarterback Y. A. Tittle immer wieder in Szene gesetzt, konnte er von 1961 bis 1963 jeweils über 1000 Yards Raumgewinn durch Passfänge erzielen. 1962 hatte er dabei sein bestes Jahr. Ihm gelangen 53 Passfänge, mit denen er 1133 Yards Raumgewinn und 12 Touchdowns erzielte. Shofner beendete 1967 seine Laufbahn.

## Ehrungen
Shofner war Mitglied im NFL 1960s All-Decade Team. Er wurde fünfmal zum All Pro gewählt und spielte fünfmal im Pro Bowl, dem Saisonabschlussspiel der besten Spieler einer Saison.